# Stari Grad (gmina Makole)
Stari Grad – wieś w Słowenii, w gminie Makole. W 2018 roku liczyła 239 mieszkańców.